# Spermacoce alternans
Spermacoce alternans là một loài thực vật có hoa trong họ Thiến thảo. Loài này được (Bello) Kuntze miêu tả khoa học đầu tiên năm 1898.